# Boogart
Boogart var ett svenskt dansband från Malå, bildat 1984 och nedlagt 2006, men med en extra spelning 2008 liksom även medverkan under Retromaran i Sandviken den 12 november 2016. 1996 vann Boogart svenska dansbandsmästerskapen och deras låt "Som i en dröm" tog sig samma år in på Svensktoppen. Boogarts andra album, This is it vann priset "årets album" på Guldklavegalan 2004 och dansbandets sångerska Anna Lundberg utsågs till årets sångerska och basisten Peter Ericson utsågs till årets basist.

## Historia

### 1980-talet
Boogart bildades i Malå 1984 av tvillingarna Leif och Jerry Eriksson. På simskola träffade de Anna Lundberg som blev sångerska i bandet. Efter att ha spelat på älghippor, notdragningar och bröllop började bandet att ta form, sedermera med Lars Boman bakom trummorna. På musikgymnasiet i Skellefteå träffade Anna Lundberg keyboardisten Peter "Wiking" Wiklund. Han var med i Boogart i ett år innan han 1989 gick över till ett annat Malåband, Pererix. Han rekommenderade då sin bäste vän Niklas "Kicko" Burman som blev ny keyboardist. Bandet fick också en ny trummis i Gerhard Stenlund från Arvidsjaur. 1989 utsågs Boogart till bästa band på Vemdalsforumet. De kommande åren fick bandet flera priser och utsågs till bästa band på Kongsvingersforumet i Norge.

### 1990-talet
1991 lämnade basisten Jerry Eriksson bandet för att studera musik i Wien. Ersättare blev bland annat Erik Snellman som var med under bandets så kallade djungelturné. 1992 blev Lasse Lundberg ny trummis. Både 1992 och 1993 spelade bandet en månad i Turkiet. Basisten Magnus Öberg blev senare fast medlem och Henrik Baer spelade gitarr då bandets andre grundare Leif Eriksson hoppade av och blev polis. 
När Henrik Baer hoppade av tog Markus Elisson över eftersom han var gammal vän till basisten Magnus Öberg. Några år senare lämnade de dock bandet för att satsa på sitt coverband, Freak Out. De ersattes då av Per Normark på gitarr och Mikael Jaarnek på bas. 
1996 vann Boogart svenska dansbandsmästerskapen. Samma år bytte man även basist till Stefan Johansson. Efter segern deltog man i flera TV-program, som Söndagsöppet, Bingolotto och olika caféprogram. 1997 släpptes debutalbumet Vänner för livet som fick bra kritik. Mikael Nystås på Aftonbladet utnämnde den till en av "millenniets fem bästa dansbandsskivor". Flera av låtarna på albumet skrevs av Peter Ericson. Efter att gitarristen Per Normark slutat bytte Stefan Johansson instrument, från bas till gitarr, och Peter Ericson började spela bas. 1999 deltog bandet i tävlingen Dansbandslåten i TV 4.

### 2000-talet

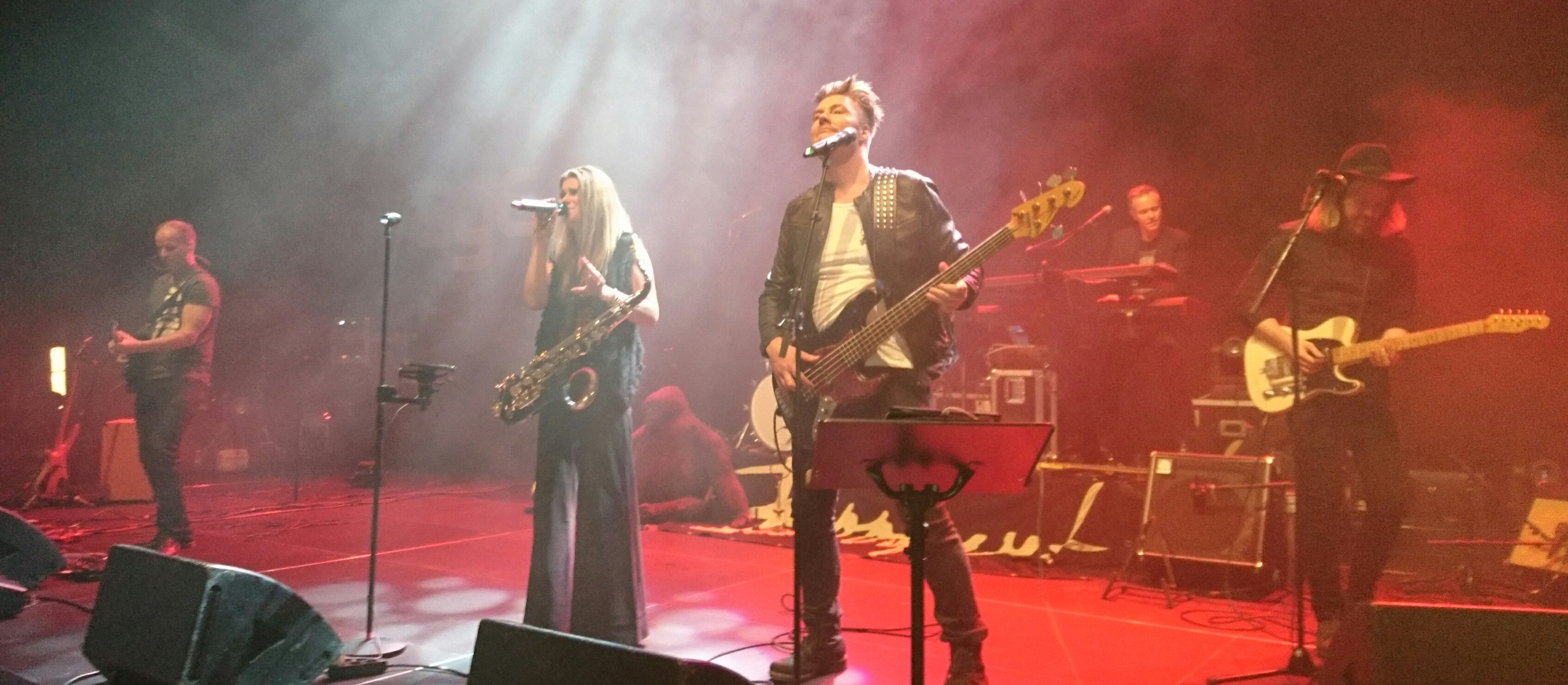
Boogart under Retromaran i Sandviken den 12 november 2016.

Under första halvan av år 2000 lämnade Stefan Johansson bandet och Mattias Bladh från Offerdals socken i Krokoms kommun tog över som gitarrist. I januari 2001 födde sångerskan Anna Lundberg sin och Peter Ericsons son och då hon var föräldraledig gick Anna Persson in i hennes ställe. I mitten av 2001 var Anna Lundberg tillbaka och då stannade Peter Ericson hemma med sonen. Ny basist blev "Lillis" Persson, som tidigare spelat med Vanilla. Kring nyår 2001-2002 strukturerades bandet om. Alla lämnade bandet utom Anna Lundberg, men Peter Ericson kom tillbaka och Niklas Burman fortsatte som vikarie, då man inte hittade någon lämplig efterträdare. Fredrik Persson blev ny gitarrist och Alec Alénius blev ny trummis. Ett halvår senare tog Robert Kurberg över som trummis. 
I mitten av 2003 släpptes singeln "Halfway into Love", som spelades flitigt i radio och tog sig in på flera topplistor. Senare under 2003 började inspelningen av Boogarts andra album, This is it, som var klart i mitten av december samma år. Albumet släpptes i februari 2004 och fick bra kritik. Vid Guldklavegalan i juli 2004 vann albumet priset som årets album och Anna Lundberg utsågs till årets sångerska och Peter Ericson utsågs till årets basist. Därefter fick bandet framträda mycket i TV, såväl i Sverige som Finland, och i slutet av året utsågs albumet till årets album inom dansbandsgenren i Aftonbladets nyårskrönika. I mitten av 2000-talet slutade både keyboardisten Niklas Burman och gitarristen Fredrik Persson. De ersattes av Johan Sjödin och Tommy Bengtsson. 
I maj 2006 meddelade bandet att de skulle lägga ner för gott och den 14 oktober 2006 gjorde bandet sin avskedsspelning på Estraden i Gävle inför cirka 750 personer. I samband med nedläggningen släppte bandet livealbumet This is… Live från en spelning på dansklubben Yesterday i Vallentuna några månader tidigare. Den 12 april 2008 återförenades bandet tillfälligt för en enda spelning, då i Sundsvall samt ytterligare en spelning under Retromaran i Sandviken den 12 november 2016.
I Januari 2021 gjorde Boogart comeback och släppte låten "Miljonär" på alla digitala streamingtjänster. Bandet tävlade också i P4 Nästa med låten "Lev som du lär" under maj 2021. 

## Diskografi

### Album
- Vänner för livet - 1997
- This is it - 2004
- This is… Live - 2004 (livealbum)

## Melodier på Svensktoppen
- "Som i en dröm" - 1996